# 선셋 스트립 (2012년 영화)
《선셋 스트립》(Sunset Strip)은 미국에서 제작된 한스 프젤레스태드 감독의 2012년 다큐멘터리 영화이다. 루 애들러 등이 출연하였다. 선셋 스트립이라는 웨스트할리우드 길에 관한 역사를 탐험한다. 사우스 바이 사우스웨스트 영화제에서 초연되었다.

## 출연
- 루 애들러
- 로빈 앤틴